# Vila Nova dos Martírios
Vila Nova dos Martírios é um município brasileiro do estado do Maranhão. Sua população é de 13.227 habitantes.

## Política
Em 10 de novembro de 1994, o governador José de Ribamar Fiquene assinara o decreto que cria o município de Vila Nova dos Martírios, separando-o de Imperatriz. A partir de 1996, houve eleições diretas para prefeito no referido município e João Moreira Pinto (PMN) se elege com 100%, sendo reeleito em 2000; depois em 2004, Edival Batista Vá (PSDB) se elege, mas em 2008 perdeu para João Moreira Pinto (PR); na eleição suplementar de 2009 após a cassação do então prefeito João Moreira Pinto, seu filho Wellington (PR) se elege, mas em 2012 perdeu para Karla Batista (PSDB). 

### Prefeitos
| № | Imagem | Prefeito           | Vice | Partido | Início do mandato    | Fim do mandato       | Observações             |
| - | ------ | ------------------ | ---- | --- | -------------------- | -------------------- | ----------------------- |
| 1 |        | João Moreira Pinto |      | Partido da Mobilização Nacional PMN (1997 – 1999) Partido Trabalhista Brasileiro PTB (1999 – 2002) Partido Liberal PL (2002 – 2005) | 1 de janeiro de 1997 | 1 de janeiro de 2005 | Prefeito eleito em 1996 |
| 2 |        | Edival Batista     |      | Partido da Social Democracia Brasileira PSDB                                                                                        | 1 de janeiro de 2005 | 1 de janeiro de 2009 | Prefeito eleito em 2005 |
| 3 |        | Wellington Pinto   |      | Partido Verde PV (2009 – 2011) Partido da República PR (2011 – 2013)                                                                | 1 de janeiro de 2009 | 1 de janeiro de 2013 | Prefeito eleito em 2008 |
| 4 |        | Karla Batista      |      | Partido da Social Democracia Brasileira PSDB                                                                                        | 1 de janeiro de 2013 | 1 de janeiro de 2021 | Prefeita eleita em 2012 |
| 5 |        | Jorge Vieira       |      | Partido Liberal PL | 1 de janeiro de 2021 | Atual                | Prefeito eleito em 2020 |

## Geografia
O município de Vila Nova dos Martírios possui uma extensão territorial de 1.190,008 quilômetros quadrados, ocupando a 83 posição entre os 217 municípios maranhenses em termos de área.
Vila Nova do Martírios está localizado em torno do rio Martírio, o qual é um rio de muita importância para a população local.

### Demografia
Segundo dados do Censo Demográfico de 2022, Vila Nova dos Martírios contava com 10.362 habitantes, resultando em uma densidade populacional de aproximadamente 8,71 habitante por quilômetro quadrado. No contexto estadual, o município ocupava a 165 posição em número de habitantes e a 181 em densidade demográfica comparando-se com outros municípios do estado do Maranhão. A estimativa populacional para o ano de 2024 era de 10.575 habitantes.

### Educação
Em 2010, a taxa de escolarização de crianças entre 6 e 14 anos em Vila Nova dos Martírios era de 93 %, colocando o município na 201 colocação entre os 217 do estado. Quanto ao Índice de Desenvolvimento da Educação Básica (IDEB) referente ao ano de 2023, os anos iniciais do ensino fundamental na rede pública apresentaram índice de 4,6 enquanto os anos finais atingiram 3,9.
| Taxa de escolarização de 6 a 14 anos de idade [2010]             | 93 %             |
| IDEB – Anos iniciais do ensino fundamental (Rede pública) [2023] | 4,6              |
| IDEB – Anos finais do ensino fundamental (Rede pública) [2023]   | 3,9              |
| Matrículas no ensino fundamental [2023]                          | 1.702 matrículas |
| Matrículas no ensino médio [2023]                                | 349 matrículas   |
| Docentes no ensino fundamental [2023]                            | 72 docentes      |
| Docentes no ensino médio [2023]                                  | 18 docentes      |
| Número de estabelecimentos de ensino fundamental [2023]          | 5 escolas        |
| Número de estabelecimentos de ensino médio [2023]                | 2 escolas        |

Fonte: IBGE

## Economia
Em 2021, o Produto Interno Bruto (PIB) per capita de Vila Nova dos Martírios foi de R$ 11.372,37, valor que colocava o município na 60 posição entre os 217 do estado do Maranhão. Já em 2023, as receitas oriundas de fontes externas representavam 93,29 % do total arrecadado pelo município, o que o posicionava em 117 lugar no ranking estadual.
| PIB per capita [2021]                                                                           | 11.372,37 R$     |
| Índice de Desenvolvimento Humano Municipal (IDHM) [2010]                                        | 0,581            |
| Total de receitas brutas realizadas [2023]                                                      | 79.309.965,56 R$ |
| Transferências correntes (Percentual em relação às receitas correntes brutas realizadas) [2023] | 93,29 %          |
| Total de despesas brutas empenhadas [2023]                                                      | 76.240.545,01 R$ |

Fonte: IBGE
| Salário médio mensal dos trabalhadores formais [2022]                                             | 2,2 salários mínimos |
| Pessoal ocupado [2022]                                                                            | 1.494 pessoas        |
| População ocupada [2022]                                                                          | 14,42 %              |
| Percentual da população com rendimento nominal mensal per capita de até 1/2 salário mínimo [2010] | 46,9 %               |

Fonte: IBGE